# Martin Mutumba
Martin Kayongo-Mutumba (Solna, 15 giugno 1985) è un ex calciatore svedese naturalizzato ugandese, di ruolo centrocampista.

## Biografia
Quando Mutumba entrò nelle giovanili dell'AIK, il padre lasciò il lavoro e lo stipendio del giovane calciatore diventò l'unico reddito della sua famiglia. Quando la squadra lo mandò via, la famiglia si ritrovò rapidamente in difficoltà economica.
Nel 2003, collaborò al libro Svartskallar – Så funkar vi, dove 11 ragazzi di minoranze etniche raccontarono l'inserimento nella società moderna svedese.
Mutumba è un fan di musica reggae, rap e samba. Ha anche pubblicato alcune canzoni rap con il nome di M9.
Ha un tatuaggio sulla tempia sinistra, con scritto "R-BY": è un tributo al sobborgo di Rinkeby, dove è cresciuto. Pochi giorni prima della fine del campionato 2009, con lo scudetto ancora da assegnare, si tatuò sul petto la scritta "A.I.K GULD 2LAX9" (AIK campione di Svezia 2009). Il titolo, effettivamente, fu poi conquistato dalla sua squadra.
Spesso gioca indossando una bandana.
Suo cugino di secondo grado Moses Nsubuga, ex calciatore dell'Elfsborg, perse una gamba in un incidente automobilistico nel 1997.

## Carriera

### Club
Mutumba iniziò la carriera, seppure a livello giovanile, nel Vasalund. Nel 1999, però, passò all'AIK. Debuttò nella prima squadra nel corso del 2002, giocando gli ultimi minuti della sfida contro il Kalmar. Nel 2004, il suo club lo ha girato in prestito al Café Opera: sfortunatamente, Mutumba si ruppe una gamba in un torneo con gli amici prima dell'inizio della nuova stagione, e non fu in grado di giocare alcun match in quella stagione. Dichiarò anche di aver perso l'interesse per il calcio, tuttavia continuò a giocare comunque.
Nel 2005, l'AIK lo cedette all'Inter Turku, trasferendosi così nella Veikkausliiga finlandese. Nel 2007, sostenne un provino per il Deportivo La Coruña, per l'AIK e per l'Hibernian.
Firmò poi per il Väsby United, ma a novembre 2008 tornò all'AIK. Nell'ultima giornata del campionato 2009 contro l'IFK Göteborg, paragonabile a una sorta di spareggio per la vittoria finale essendo uno scontro al vertice, Mutumba fornì l'assist per il compagno Antônio Flávio che segnò il gol del momentaneo pareggio per 1-1 (l'AIK si impose poi 2-1).
L'AIK partì però male nella stagione seguente e ben presto fece capire che non avrebbe potuto difendere il titolo, ritrovandosi a lottare per non retrocedere. Il tecnico Mikael Stahre lasciò la squadra in seguito alle critiche, firmando per il Panionios. Il 28 giugno 2010 fu reso noto che il club ungherese del Videoton acquistò Mutumba insieme al compagno di squadra Bojan Djordjić: il direttore sportivo del Videoton li paragonò rispettivamente a Ronaldinho e Roberto Baggio. Il trasferimento del calciatore fece scalpore, perché pochi giorni prima si insidiò all'AIK il tecnico Alex Miller e i calciatori sostennero che fu il nuovo allenatore a non volere il calciatore. L'AIK precisò però di aver ricevuto un'offerta piuttosto vantaggiosa.
Nel 2011 tornò all'AIK con un contratto triennale, ma il Videoton continuò ad essere proprietario del suo cartellino. Al termine della stagione 2013 il giocatore lasciò il club svedese con un anno di anticipo a causa di un mancato accordo con la società, svincolandosi.
Nel gennaio successivo si trasferì al Rizespor nella massima serie turca, ma rescisse il contratto dopo pochi mesi senza mai aver giocato in partite ufficiali. Nell'agosto 2014 tornò in Turchia, questa volta all'Orduspor, ma nel febbraio 2015 rescisse il contratto poiché il club turco non gli avrebbe corrisposto quattro mensilità, stando alle parole del suo agente. Militò poi in un altro club turco, l'Orduspor. Nel marzo 2015 approdò in Iran nel Rah Ahan, dove sul campo avrebbe contribuito a evitare la retrocessione della sua squadra, ma a fine campionato il verdetto fu modificato dalla locale giustizia sportiva: Mutumba avrebbe falsificato alcuni documenti relativi al suo status nei confronti del precedente club, di fatto il Rah Ahan perse a tavolino tutti gli incontri in cui lo svedese era in campo, ed è retrocesso di conseguenza. Il giocatore fu invece squalificato per 6 mesi dal calcio iraniano e condannato a pagare una multa.
Il 26 luglio 2015 Mutumba tornò a giocare per un club svedese firmando con il Brommapojkarna, formazione militante nella seconda serie nazionale che chiuderà il torneo all'ultimo posto in classifica.
Nel luglio 2016 firmò con l'Örgryte, squadra neopromossa in Superettan, ma a settembre si infortunò al legamento crociato e fu costretto a chiudere anzitempo la stagione. L'anno successivo giocò sempre nel campionato di Superettan 15 partite, di cui 6 da titolare.
Nel 2018 si riavvicinò a Stoccolma con l'ingaggio da parte del Syrianska, squadra della città di Södertälje reduce da una retrocessione in terza serie.

### Nazionale
Nel gennaio 2012 Mutumba ottenne il passaporto dell'Uganda, nazionale nella quale debuttò il giugno seguente in occasione del match contro l'Angola valido per le qualificazioni ai Mondiali 2014.

## Palmarès

### Club

#### Competizioni nazionali
- Campionato svedese: 1

AIK: 2009
- Coppa di Svezia: 1

AIK: 2009
- Supercoppa di Svezia: 1

AIK: 2010